# Norman Lindsay

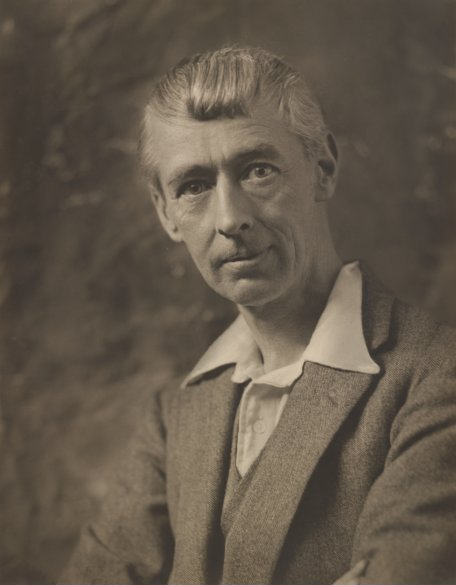
Norman Lindsay (1931)

Norman Alfred William Lindsay (* 22. Februar 1879 in Creswick, Victoria; † 21. November 1969 in Faulconbridge, New South Wales) war ein australischer Bildhauer, Maler und Schriftsteller mit anglo-irischen Wurzeln.

## Leben und Wirken
Lindsay war der Sohn des Arztes Robert Charles Lindsay (1843–1915) und dessen Ehefrau Jane Elizabeth Williams (1848–1932). Sein Großvater mütterlicherseits war der Prediger Thomas Williams, ein Anhänger John Wesleys (→Methodistische und Wesleyanische Kirchen). Lindsay hatte noch neun Geschwister, darunter Percy (1870–1952), Lionel (1874–1961), Ruby (1885–1919) und Daryl Lindsay (1889–1976).
Mit 16 Jahren ging Lindsay 1895 nach Melbourne und arbeitete für verschiedene Zeitschriften und Zeitungen; dabei arbeitete er mit seinem älteren Bruder Lionel zusammen. Parallel wurde er von Walter Withers unterrichtet. 1901 wurde er, gleich seinem Bruder, Mitglied der Redaktion des „Sydney Bulletin“ und blieb dies nahezu fünfzig Jahre lang. Neben seinen Zeichnungen entstand mit den Jahren auch ein eigenständiges literarisches Werk.
Mit 21 Jahren heiratete Lindsay am 23. Mai 1900 in Melbourne Catherine Agathe Parkinson und hatte mit ihr drei Söhne: Jack (1900–1990), Raymond (1903–1960) und Philip (1906–1958). Nach dem Ende des Ersten Weltkriegs ließ sich das Ehepaar scheiden. 
Zu dieser Zeit arbeitete Lindsay bereits über fünfzehn Jahren mit Rose Soady zusammen. 1909 reiste Lindsay nach London und blieb dort für längere Zeit. Im darauffolgenden Jahr reiste ihm Soady nach und kehrte mit ihm 1911 nach Australien zurück. Am 14. Januar 1920 heiratete Lindsay Rose Soady und hatte mit ihr zwei Töchter: Jane (1920–1999) und Helen (1922–?).
Am 21. November 1969 starb Norman Lindsay in seinem Haus in Faulconbridge und fand seine letzte Ruhestätte auf dem Springwood Cemetery in Springwood (New South Wales).

## Rezeption
Lindsay gilt als einer der wichtigsten Künstler Australiens. Sein Werk beinhaltet Bleistiftzeichnungen (Skizzen wie auch eigenständige Zeichnungen), Radierungen, Ölgemälde und Aquarelle. Auch Skulpturen in Bronze oder Beton sind ein wichtiger Bestandteil seines Œuvre. Im Brotberuf der frühen Jahre lag ein Schwerpunkt auf Cartoons und Karikaturen, mit denen er sich politischen Themen, wie der roten Angst und gelben Gefahr widmete. Seine eigenen Bücher hatten einen autobiographischen Hintergrund und andere Werke konnte er kongenial illustrieren.
Sein ehemaliges Wohnhaus und Atelier in Faulconbridge (New South Wales) wurde auf Betreiben seiner Tochter Helen zum heutigen Norman Lindsay Gallery & Museum. Zu seinem Freundes- und Bekanntenkreis zählten Schriftsteller und Maler wie Hugh McCrae, Frank Frazetta, Roy Krenkel, Henry Lawson, Ernest Moffit, Kenneth Slessor und Francis Webb.
Seine Bilder wurden zu Lebzeiten des Künstlers kontrovers diskutiert, da dessen Aktdarstellungen oft als pornographisch angesehen wurden. Wegen einer Ausstellung brachte 1940 Rose Soady viele Bilder Lindsays in die USA. Als nach einem Eisenbahnunglück das Gepäck gerettet worden war, wurden die Bilder beschlagnahmt und als Pornographie verbrannt.
Der 1994 erschienene Film Verführung der Sirenen mit Hugh Grant und Tara Fitzgerald thematisiert die Arbeit Norman Lindsays, der von Sam Neill gespielt wird.

## Ehrungen
- Der Wahlkreis Lindsay wurde ihm zu Ehren benannt.

## Werke (Auswahl)
Essays
- Creative effort. 1924.
- Hyperborea. 1928.
- The scriblings of an idle mind. 1956.

Kinderbücher
- The magic pudding. 1918.
  - deutsch: Der Zauberpudding. Die Abenteuer des Bunyip Bluegum. Fischer-Taschenbuchverlag, Frankfurt/M. 1996, ISBN 3-596-80061-7.
- The flyaway highway. 1936.

Romane
- A curate in Bohemia. 1913
- Miracles by arrangement. 1932.[1]
- Pan in the Parlour. 1933.
- Age of Consent. 1938.
- Halfway to anywhere. 1947.